# Sunny (cantante)
Sunny (써니?, SseoniLR, SsŏniMR), pseudonimo di Lee Soon-gyu (이순규?, 李純揆?, I Sun-gyuLR, I Sun-kyuMR; Los Angeles, 15 maggio 1989), è una cantante, attrice e conduttrice radiofonica sudcoreana.

## Biografia
È nata in California con il nome di Susan Soonkyu Lee. Con la famiglia si trasferisce in Kuwait quando era ancora una bambina. Ritornano in Corea intorno al periodo della guerra del golfo.
Nel 1998, Sunny entra alla Starlight Entertainment, di cui è apprendista per cinque anni prima del trasferimento alla Starworld, dove diventa membro di un duo chiamato Sugar, che non ha mai debuttato. Nel 2007, fu raccomandata dalla cantante Ayumi Lee e per questo si trasferì alla SM Entertainment di suo zio Lee Soo-man, sotto la quale, nello stesso anno, debuttò come membro delle Girls' Generation.
Ha anche svolto il ruolo di conduttrice radiofonica nel programma FM Date 4U per il canale KBS.

## Filmografia

### Drama televisivi
- Unstoppable Marriage (못말리는 결혼) - serie TV, episodio 64 (2008)
- Taehee, Hyekyo, Jihyun! (태희혜교지현이) - serie TV, episodi 126 (2008)

### Film
- I AM. (아이엠), regia di Choi Jin Sung (2012)
- SMTOWN: The Stage, regia di Bae Sung-sang (2015)

### Programmi televisivi
- Music Station (ミュージックステーション) - programma televisivo (2007)
- Hey! Hey! Hey! Music Champ - programma televisivo (2007)
- Star King (스타킹) - programma televisivo, episodi 34, 42, 48-50, 52, 54-55, 100, 105-106, 124, 131-132, 134, 141, 143-149, 151, 153-154, 159-161, 172, 174, 177, 179-180, 182, 184, 191-193, 199-200, 201 208 (2007, 2009, 2010, 2011)
- Champagne (샴페인) - programma televisivo (2008)
- Factory Girl (소녀시대의 팩토리 걸) - programma televisivo, episodi 1-4, 7-10 (2008)
- We Got Married 1 (우리 결혼했어요) - programma televisivo, episodi 42, 45, 47, 52 (2009) 25/01/2009
- Idol Show 3 (아이돌 군단의 떴다! 그녀 시즌 3) - programma televisivo, episodi 8-9 (2009)
- Radio Star (황금어장 라디오스타) - programma televisivo, episodi 83-84, 312, 368 (2009, 2013, 2014)
- Infinite Challenge (무한도전) - programma televisivo, episodio 144 (2009)
- Girls' Generation's Horror Movie Factory (소녀시대의 공포영화 제작소) - programma televisivo (2009)
- Girls' Generation's Hello Baby (소녀시대의 헬로 베이비) - programma televisivo, episodi 1-7, 9-11, 13, 15, 17, 19, 22 (2009)
- Girls' Generation Goes to School (소녀 학교에 가다) - programma televisivo, episodi 1-9 (2009)
- Now Is The Era of Flower Boys (지금은 꽃미남 시대) - programma televisivo, episodi 12-13 (2009)
- You Hee-Yeol's Sketchbook (유희열의 스케치북) - programma televisivo, episodi 14, 48, 123, 174, 224, 288 (2009, 2010, 2011, 2013, 2014, 2015)
- Invincible Youth (청춘불패) - programma televisivo, episodi 1-32 (2009, 2010)
- Strong Heart (강심장) - programma televisivo, episodi 6, 23-24, 94-95, 165-166 (2009, 2010, 2011, 2013)
- SHINee Hello Baby (샤이니의 헬로 베이비) - programma televisivo, episodio 5 (2010)
- Let's Go! Dream Team Season 2 (출발 드림팀 - 시즌 2) - programma televisivo, episodi 18-19, 106 (2010, 2011)
- We Got Married 2 (우리 결혼했어요) - reality show, episodi 41, 68-70 (2010)
- Family Outing 2 (패밀리가 떴다 2) - programma televisivo, episodi 4, 10-11 (2010)
- Right Now It's Girls' Generation (지금은 소녀시대) - programma televisivo (2010)
- Win Win (김승우의 승승장구) - programma televisivo, episodio 11 (2010)
- Haha Mong Show (하하몽쇼) - programma televisivo, episodio 4 (2010)
- Happy Together 3 (해피투게더) - programma televisivo, episodio 172 (2010)
- Running Man (런닝맨) - programma televisivo, episodi 39, 254, 363, 466-467 (2011, 2015, 2017, 2019)
- Hello Counselor 1 (안녕하세요 시즌1) - programma televisivo, episodio 46 (2011)
- Invincible Youth 2 (청춘불패2) - programma televisivo, episodi 1-11, 13-31, 34 (2011, 2012)
- Girls' Generation and the Dangerous Boys (소녀시대와 위험한 소년들) - programma televisivo (2011)
- Grandpas Over Flowers 2 (꽃보다 할배2) - programma televisivo, episodi 2-4 (2013)
- Family's Dignity: Full house (가족의 품격 풀하우스) - programma televisivo, episodio 54 (2014)
- Healing Camp, Aren't You Happy (힐링캠프, 기쁘지 아니한가) - programma televisivo, episodio 132 (2014)
- The Return of Superman (슈퍼맨이 돌아왔다) - programma televisivo, episodi 22, 33, 47, 95-96 (2014, 2015)
- Jessica & Krystal (제시카 & 크리스탈) - programma televisivo, episodio 6 (2014)
- Star Flower (별바라기) - programma televisivo, episodio 7 (2014)
- I Live Alone (나 혼자 산다) - programma televisivo, episodi 64, 204 (2014, 2017)
- The TaeTiSeo - programma televisivo, episodio 1 (2014)
- Roommate 2 (룸메이트) - programma televisivo, episodi 1-11, 14-21, 24-26 (2014, 2015)
- Please Take Care of My Refrigerator (냉장고를 부탁해) - programma televisivo, episodi 32-33 (2015)
- Hyoyeon's One Million Like (효연의 백만 라이크) - programma televisivo, episodi 5-7, 9 (2015)
- Ch. Girl's Generation (채널 소녀시대) - programma televisivo (2015)
- M Countdown (엠카운트다운) - programma televisivo, episodi 435-436, 438, 440, 442-444, 453 (2015)
- Show! Eum-ak jungsim (쇼! 음악중심) - programma televisivo, episodi 466, 469-472 (2015)
- Weekly Idol (주간 아이돌) - programma televisivo, episodi 212-213, 232-233 (2015, 2016)
- Serial Shopping Family (연쇄쇼핑가족) - programma televisivo (2015)
- Hidden Singer 4 (히든싱어4) - programma televisivo, episodio 1 (2015)
- Daily Taengoo Cam (일상의 탱구캠) - programma televisivo, episodio 2 (2015)
- 2015 MBC Music Festival: Encyclopedia of Music (2015 MBC 가요대제전: 가요대백과) - programma televisivo (2015)
- Vocal War: God's Voice (보컬 전쟁: 신의 목소리) - programma televisivo, episodi 1-2 (2016)
- Wednesday Food Talk (수요미식회) - programma televisivo, episodio 60 (2016)
- The Capable Ones (능력자들) - programma televisivo, episodio 31 (2016)
- Knowing Bros (아는 형님) - programma televisivo, episodi 25, 88-89, 345-346 (2016, 2017)
- Strong Man (천하장사) - programma televisivo (2016)
- Kim Je-dong's Talk to You (김제동의 톡투유 - 걱정 말아요! 그대) - programma televisivo, episodio 61 (2016)
- My SM Television - programma televisivo, episodio 5 (2016)
- A Man Who Feeds the Dog (개밥 주는 남자) - programma televisivo (2017-2018)
- Snowball Project (눈덩이 프로젝트) - programma televisivo (2017)
- Let's Eat Dinner Together (한끼줍쇼) - programma televisivo, episodio 46 (2017)
- Same Bed, Different Dreams 2: You Are My Destiny (동상이몽 2 - 너는 내 운명) - programma televisivo, episodio 10 (2017)
- Party People (박진영의 파티피플) - programma televisivo, episodio 8 (2017)
- Hyena on the Keyboard (건반 위의 하이에나) - programma televisivo (2017-2018)
- To You, From Me (너에게 나를 보낸다) - programma televisivo (2017-2018)
- Real Life Men and Women 1 (현실남녀) - programma televisivo (2018)
- Love Translation (사랑도 통역이 되나요?) - programma televisivo (2018)
- Two Yoo Project Sugar Man (투유 프로젝트 - 슈가맨) - programma televisivo, episodio 6 (2018)
- Video Star 2 (비디오스타) - programma televisivo, episodi 91-115, 227 (2018, 2020)
- Unexpected Q (뜻밖의 Q) - programma televisivo, episodio 1 (2018)
- Salty Tour (짠내투어) - programma televisivo, episodi 25-30 (2018)
- Real Life Men and Women 2 (현실남녀2) - programma televisivo (2018)
- Girls For Rest (소녀포레스트) - programma televisivo (2018)
- Pajama Friends (파자마 프렌즈) - programma televisivo, episodi 10-11 (2018)
- Super Hearer (슈퍼히어러) - programma televisivo, episodi 3-4 (2019)
- Amazing Saturday (놀라운 토요일) - programma televisivo, episodi 71, 103, 224 (2019, 2020, 2022)
- Eye Contact (아이콘택트) - programma televisivo, episodi 7-8 (2019)
- Where is My Home (구해줘! 홈즈) - programma televisivo (2020)
- MMTG (문명특급) - programma televisivo, episodi 259-260 (2020) 06/08/2020
- South Korean Foreigners (대한외국인) - programma televisivo, episodio 101 (2020) 16/09/2020
- Animal Farm (TV 동물농장) - programma televisivo (2020)
- Trend Record (트렌드 레코드) - programma televisivo (2020)
- On and Off (온앤오프) - programma televisivo, episodio 29 (2020)
- Samgyeopsal Rhapsody (삼겹살 랩소디) - programma televisivo, episodio 1 (2021)
- Drink with God (신과 함께) - programma televisivo, episodio 2 (2021)
- TMI News Season 2 - programma televisivo, episodio 65 (2021)
- Panda Ideas (아이디어판다) - programma televisivo (2021)
- Beauty and Luxury 6 (뷰티 앤 부티 시즌6) - programma televisivo (2021)
- Another Day of Shoveling (한국 삼겹살 랩소디) - programma televisivo, episodio 5 (2021)
- Spicy Girls (스파이시걸스) - programma televisivo (2021)
- Legendary Trainee (전설의 연습생) - programma televisivo (2021)
- You Quiz on the Block 3 (유 퀴즈 온 더 블럭3) - programma televisivo, episodio 121 (2021)
- Love Catcher in Seoul (러브캐처 인 서울) - programma televisivo (2021)
- Korean Pork Belly Rhapsody (한우 랩소디) - programma televisivo (2021)
- D&E Show (댸니쇼) - programma televisivo, episodio 100 (2022)
- Soshi Tamtam (소시탐탐) - programma televisivo (2022)
- The Game Caterers 2 (출장 십오야 시즌2) - programma televisivo, episodi 12-13 (2022)